# Japón en la Copa Mundial de Fútbol de 2022
La selección de Japón fue uno de los treinta y dos equipos participantes en la Copa Mundial de Fútbol de 2022, torneo que se llevó a cabo del 20 de noviembre al 18 de diciembre en Catar.
Fue la séptima participación de Japón, formó parte del Grupo E, junto a España, Alemania y Costa Rica. Avanzó hasta los octavos de final donde cayó eliminado ante Croacia en los tiros desde el punto penal.

## Clasificación
La selección de Japón inició su camino al mundial desde la segunda ronda de la clasificación asiática. Debido a la pandemia de covid-19 en 2020 no se disputó ningún partido, se reanudó desde marzo de 2021 con los encuentros restantes de la segunda ronda disputándose en sedes centralizadas, en las ciudades de Chiba y Suita, Japón.

### Tabla de posiciones

#### Segunda ronda
| Selección  | Pts. | PJ | PG | PE | PP | GF | GC | Dif |
| ---------- | ---- | -- | -- | -- | -- | -- | -- | --- |
| Japón      | 24   | 8  | 8  | 0  | 0  | 46 | 2  | 44  |
| Tayikistán | 13   | 8  | 4  | 1  | 3  | 14 | 12 | 2   |
| Kirguistán | 10   | 8  | 3  | 1  | 4  | 19 | 12 | 7   |
| Mongolia   | 6    | 8  | 2  | 0  | 6  | 3  | 27 | −24 |
| Birmania   | 6    | 8  | 2  | 0  | 6  | 6  | 35 | −29 |

|  | Clasificado a la tercera ronda. |

#### Tercera ronda
| Selección      | Pts. | PJ | PG | PE | PP | GF | GC | Dif |
| -------------- | ---- | -- | -- | -- | -- | -- | -- | --- |
| Arabia Saudita | 23   | 10 | 7  | 2  | 1  | 12 | 6  | 6   |
| Japón          | 22   | 10 | 7  | 1  | 2  | 12 | 4  | 8   |
| Australia      | 15   | 10 | 4  | 3  | 3  | 15 | 9  | 6   |
| Omán           | 14   | 10 | 4  | 2  | 4  | 11 | 10 | 1   |
| China          | 6    | 10 | 1  | 3  | 6  | 9  | 19 | −10 |
| Vietnam        | 4    | 10 | 1  | 1  | 8  | 8  | 19 | −11 |

|  | Clasificados a la Copa Mundial de Fútbol de 2022. |
|  | Clasificado a la cuarta ronda.                    |

### Partidos
| Fecha                    | Lugar   | Jornada                  | Local          | Resultado  | Visitante      |
| ------------------------ | ------- | ------------------------ | -------------- | ---------- | -------------- |
| 10 de septiembre de 2019 | Rangún  | Segunda ronda - Fecha 2  | Birmania       | 0:2 (0:2)  | Japón          |
| 10 de octubre de 2019    | Saitama | Segunda ronda - Fecha 3  | Japón          | 6:0 (4:0)  | Mongolia       |
| 15 de octubre de 2019    | Dusambé | Segunda ronda - Fecha 4  | Tayikistán     | 0:3 (0:0)  | Japón          |
| 14 de noviembre de 2019  | Biskek  | Segunda ronda - Fecha 5  | Kirguistán     | 0:2 (0:1)  | Japón          |
| 28 de mayo de 2021       | Chiba   | Segunda ronda - Fecha 7  | Japón          | 10:0 (4:0) | Birmania       |
| 7 de junio de 2021       | Suita   | Segunda ronda - Fecha 8  | Japón          | 4:1 (2:1)  | Tayikistán     |
| 30 de marzo de 2021      | Chiba   | Segunda ronda - Fecha 9  | Mongolia       | 0:14 (0:5) | Japón          |
| 15 de junio de 2021      | Suita   | Segunda ronda - Fecha 10 | Japón          | 5:1 (3:1)  | Kirguistán     |
| 2 de septiembre de 2021  | Suita   | Tercera ronda - Fecha 1  | Japón          | 0:1 (0:0)  | Omán           |
| 7 de septiembre de 2021  | Doha    | Tercera ronda - Fecha 2  | China          | 0:1 (0:1)  | Japón          |
| 7 de octubre de 2021     | Yeda    | Tercera ronda - Fecha 3  | Arabia Saudita | 1:0 (0:0)  | Japón          |
| 12 de octubre de 2021    | Saitama | Tercera ronda - Fecha 4  | Japón          | 2:1 (1:0)  | Australia      |
| 11 de noviembre de 2021  | Hanói   | Tercera ronda - Fecha 5  | Vietnam        | 0:1 (0:1)  | Japón          |
| 16 de noviembre de 2021  | Mascate | Tercera ronda - Fecha 6  | Omán           | 0:1 (0:0)  | Japón          |
| 27 de enero de 2022      | Saitama | Tercera ronda - Fecha 7  | Japón          | 2:0 (1:0)  | China          |
| 1 de febrero de 2022     | Saitama | Tercera ronda - Fecha 8  | Japón          | 2:0 (1:0)  | Arabia Saudita |
| 24 de marzo de 2022      | Sídney  | Tercera ronda - Fecha 9  | Australia      | 0:2 (0:0)  | Japón          |
| 29 de marzo de 2022      | Saitama | Tercera ronda - Fecha 10 | Japón          | 1:1 (0:1)  | Vietnam        |

## Preparación

### Amistosos previos
| 2 de junio de 2022 | Japón                                              | 4:1 (2:0) | Paraguay       | Domo de Sapporo, Sapporo                                      |                                                               |
| 19:20 (UTC+9)      | - Asano 36' - Kamada 42' - Mitoma 60' - Tanaka 85' | Reporte   | - González 59' | Asistencia: 24 511 espectadores Árbitro(s): Christopher Beath | Asistencia: 24 511 espectadores Árbitro(s): Christopher Beath |

| Uniformes | Uniformes |
| --------- | --------- |
|           |           |

| 6 de junio de 2022 | Japón | 0:1 (0:0) | Brasil              | Estadio Olímpico, Tokio                                     |                                                             |
| 19:20 (UTC+9)      |       | Reporte   | - Neymar 77' (pen.) | Asistencia: 63 638 espectadores Árbitro(s): Alireza Faghani | Asistencia: 63 638 espectadores Árbitro(s): Alireza Faghani |

| Uniformes | Uniformes |
| --------- | --------- |
|           |           |

| 10 de junio de 2022 | Japón                                              | 4:1 (2:1) | Ghana       | Estadio Noevir Kobe, Kōbe                            |                                                      |
| 15:15 (UTC+9)       | - Yamane 29' - Mitoma 45+1' - Kubo 73' - Maeda 82' | Reporte   | J. Ayew 44' | Asistencia: 25 100 espectadores Árbitro(s): Kurt Ams | Asistencia: 25 100 espectadores Árbitro(s): Kurt Ams |

| Uniformes | Uniformes |
| --------- | --------- |
|           |           |

| 14 de junio de 2022 | Japón | 0:3 (0:0) | Túnez                                                | Estadio Panasonic, Suita                                       |                                                                |
| 18:55 (UTC+9)       |       | Reporte   | - Ben Romdhane 55' (pen.) - Sassi 76' - Jebali 90+3' | Asistencia: 31 292 espectadores Árbitro(s): Ahmed Eisa Mohamed | Asistencia: 31 292 espectadores Árbitro(s): Ahmed Eisa Mohamed |

| Uniformes | Uniformes |
| --------- | --------- |
|           |           |

| 23 de septiembre de 2022 | Japón                     | 2:0 (1:0) | Estados Unidos | Merkur Spiel-Arena, Düsseldorf |                          |
| 14:25 (UTC+2)            | - Kamada 24' - Mitoma 88' | Reporte   |                | Árbitro(s): Felix Zwayer       | Árbitro(s): Felix Zwayer |

| Uniformes | Uniformes |
| --------- | --------- |
|           |           |

| 27 de septiembre de 2022 | Japón | 0:0     | Ecuador | Merkur Spiel-Arena, Düsseldorf |                              |
| 13:55 (UTC+2)            |       | Reporte |         | Árbitro(s): Sascha Stegemann   | Árbitro(s): Sascha Stegemann |

| Uniformes | Uniformes |
| --------- | --------- |
|           |           |

| 17 de noviembre de 2022 | Japón   | 1:2 (1:1) | Canadá                                 | Estadio Al-Maktoum, Dubái |                         |
| 17:40 (UTC+4)           | Sōma 9' | Reporte   | - Vitória 21' - Cavallini 90+5' (pen.) | Árbitro(s): Omar Al Ali   | Árbitro(s): Omar Al Ali |

| Uniformes | Uniformes |
| --------- | --------- |
|           |           |

## Uniforme

### Oficial

#### Manga corta
| Opción 1 | Opción 2 | Opción 3 | Opción 4 |

#### Manga larga
| Opción 1 | Opción 2 | Opción 3 | Opción 4 |

### Alternativo

#### Manga corta
| Opción 1 | Opción 2 | Opción 3 | Opción 4 |

#### Manga larga
| Opción 1 | Opción 2 | Opción 3 | Opción 4 |

## Plantel

### Lista de convocados
Entrenador:  Hajime Moriyasu
La lista definitiva fue anunciada el 1 de noviembre de 2022. Yūta Nakayama se vio obligado a retirarse de la lista oficial de convocados debido a una lesión. Su reemplazo fue anunciado el 8 de noviembre de 2022.
| No. | Pos. | Jugador           | Fecha de nacimiento (edad)         | Apa. | Goles | Club                         |
| --- | ---- | ----------------- | ---------------------------------- | ---- | ----- | ---------------------------- |
| 1   | POR  | Eiji Kawashima    | 20 de marzo de 1983 (39 años)      | 95   | 0     | Racing de Estrasburgo        |
| 2   | DEF  | Miki Yamane       | 22 de diciembre de 1993 (28 años)  | 15   | 2     | Kawasaki Frontale            |
| 3   | DEF  | Shōgo Taniguchi   | 15 de julio de 1991 (31 años)      | 14   | 0     | Kawasaki Frontale            |
| 4   | DEF  | Ko Itakura        | 27 de enero de 1997 (25 años)      | 13   | 1     | Borussia Mönchengladbach     |
| 5   | DEF  | Yūto Nagatomo     | 12 de septiembre de 1986 (36 años) | 138  | 4     | F. C. Tokio                  |
| 6   | MED  | Wataru Endō       | 9 de febrero de 1993 (29 años)     | 43   | 2     | VfB Stuttgart                |
| 7   | MED  | Gaku Shibasaki    | 28 de mayo de 1992 (30 años)       | 60   | 3     | C. D. Leganés                |
| 8   | MED  | Ritsu Dōan        | 16 de junio de 1998 (24 años)      | 29   | 3     | S. C. Friburgo               |
| 9   | MED  | Kaoru Mitoma      | 20 de mayo de 1997 (25 años)       | 9    | 5     | Brighton & Hove Albion F. C. |
| 10  | MED  | Takumi Minamino   | 16 de enero de 1995 (27 años)      | 44   | 17    | A. S. Mónaco                 |
| 11  | MED  | Takefusa Kubo     | 4 de junio de 2001 (21 años)       | 20   | 1     | Real Sociedad de Fútbol      |
| 12  | POR  | Shūichi Gonda     | 3 de marzo de 1989 (33 años)       | 34   | 0     | Shimizu S-Pulse              |
| 13  | MED  | Hidemasa Morita   | 10 de mayo de 1995 (27 años)       | 17   | 2     | Sporting de Lisboa           |
| 14  | MED  | Junya Ito         | 9 de marzo de 1993 (29 años)       | 38   | 9     | Stade de Reims               |
| 15  | MED  | Daichi Kamada     | 5 de agosto de 1996 (26 años)      | 22   | 6     | Eintracht Fráncfort          |
| 16  | DEF  | Takehiro Tomiyasu | 5 de noviembre de 1998 (24 años)   | 29   | 1     | Arsenal F. C.                |
| 17  | MED  | Ao Tanaka         | 10 de septiembre de 1998 (24 años) | 15   | 2     | Fortuna Düsseldorf           |
| 18  | DEL  | Takuma Asano      | 10 de noviembre de 1994 (28 años)  | 37   | 7     | VfL Bochum                   |
| 19  | DEF  | Hiroki Sakai      | 12 de abril de 1990 (32 años)      | 72   | 1     | Urawa Red Diamonds           |
| 20  | DEL  | Shuto Machino     | 30 de septiembre de 1999 (23 años) | 4    | 3     | Shonan Bellmare              |
| 21  | DEL  | Ayase Ueda        | 28 de agosto de 1998 (24 años)     | 11   | 0     | Círculo de Brujas            |
| 22  | DEF  | Maya Yoshida      | 24 de agosto de 1988 (34 años)     | 122  | 12    | F. C. Schalke 04             |
| 23  | POR  | Daniel Schmidt    | 3 de febrero de 1992 (30 años)     | 11   | 0     | Sint-Truidense               |
| 24  | MED  | Yūki Sōma         | 25 de febrero de 1997 (25 años)    | 8    | 4     | Nagoya Grampus               |
| 25  | DEL  | Daizen Maeda      | 20 de octubre de 1997 (25 años)    | 8    | 1     | Celtic F. C.                 |
| 26  | DEF  | Hiroki Itō        | 12 de mayo de 1999 (23 años)       | 6    | 0     | VfB Stuttgart                |

## Participación
- Los horarios son correspondientes a la hora local de Catar (UTC+3).

### Partidos
| Fecha           | Lugar     | Instancia        | Local    |                     | Resultado               |                       | Visitante  |
| --------------- | --------- | ---------------- | -------- | ------------------- | ----------------------- | --------------------- | ---------- |
| 23 de noviembre | Rayán     | Fase de grupos   | Alemania | Bandera de Alemania | 1:2 (1:0)               | Bandera de Japón      | Japón      |
| 27 de noviembre | Rayán     | Fase de grupos   | Japón    | Bandera de Japón    | 0:1 (0:0)               | Bandera de Costa Rica | Costa Rica |
| 1 de diciembre  | Rayán     | Fase de grupos   | Japón    | Bandera de Japón    | 2:1 (0:1)               | Bandera de España     | España     |
| 5 de diciembre  | Al Wakrah | Octavos de final | Japón    | Bandera de Japón    | 1:1 (1:1, 1:0) (1:3 p.) | Bandera de Croacia    | Croacia    |

### Fase de grupos - Grupo E
| Selección  | Pts | PJ | PG | PE | PP | GF | GC | Dif |
| ---------- | --- | -- | -- | -- | -- | -- | -- | --- |
| Japón      | 6   | 3  | 2  | 0  | 1  | 4  | 3  | +1  |
| España     | 4   | 3  | 1  | 1  | 1  | 9  | 3  | +6  |
| Alemania   | 4   | 3  | 1  | 1  | 1  | 6  | 5  | +1  |
| Costa Rica | 3   | 3  | 1  | 0  | 2  | 3  | 11 | –8  |

|  | Clasificados a los octavos de final. |

#### Alemania vs. Japón
| 23 de noviembre | Alemania            | 1:2 (1:0) | Japón                  | Estadio Internacional Khalifa, Rayán                                        |                                                                             |
| 16:00           | Gündoğan 33' (pen.) | Reporte   | - Dōan 75' - Asano 83' | Asistencia: 42 608 espectadores Árbitro(s): Iván Barton VAR: Mauro Vigliano | Asistencia: 42 608 espectadores Árbitro(s): Iván Barton VAR: Mauro Vigliano |

| 1          | Guardameta     | Manuel Neuer       |     |
| 15         | Defensa        | Niklas Süle        |     |
| 2          | Defensa        | Antonio Rüdiger    |     |
| 23         | Defensa        | Nico Schlotterbeck |     |
| 3          | Defensa        | David Raum         |     |
| 6          | Centrocampista | Joshua Kimmich     |     |
| 21         | Centrocampista | İlkay Gündoğan     | 67' |
| 10         | Centrocampista | Serge Gnabry       | 90' |
| 13         | Centrocampista | Thomas Müller      | 67' |
| 14         | Centrocampista | Jamal Musiala      | 79' |
| 7          | Delantero      | Kai Havertz        | 79' |
| Entrenador | Entrenador     | Hansi Flick        |     |

| 12         | Guardameta     | Shūichi Gonda   |     |
| 19         | Defensa        | Hiroki Sakai    | 74' |
| 4          | Defensa        | Ko Itakura      |     |
| 22         | Defensa        | Maya Yoshida    |     |
| 5          | Defensa        | Yūto Nagatomo   | 57' |
| 6          | Centrocampista | Wataru Endō     |     |
| 14         | Centrocampista | Junya Ito       |     |
| 15         | Centrocampista | Daichi Kamada   |     |
| 17         | Centrocampista | Ao Tanaka       | 71' |
| 11         | Centrocampista | Takefusa Kubo   | 46' |
| 25         | Delantero      | Daizen Maeda    | 57' |
| Entrenador | Entrenador     | Hajime Moriyasu |     |

| 18 | Centrocampista | Jonas Hofmann     | 67' |
| 8  | Centrocampista | Leon Goretzka     | 67' |
| 9  | Delantero      | Niclas Füllkrug   | 79' |
| 11 | Centrocampista | Mario Götze       | 79' |
| 26 | Delantero      | Youssoufa Moukoko | 90' |

| 16 | Defensa        | Takehiro Tomiyasu | 46' |
| 9  | Centrocampista | Kaoru Mitoma      | 57' |
| 18 | Delantero      | Takuma Asano      | 57' |
| 8  | Delantero      | Ritsu Dōan        | 71' |
| 10 | Centrocampista | Takumi Minamino   | 74' |

| Anotado · Penal | 33' | İlkay Gündoğan | 1–0 |

| Anotado | 75' | Ritsu Dōan   | 1–1 |
| Anotado | 83' | Takuma Asano | 1–2 |

| Árbitro             | Iván Barton           |
| Árbitros asistentes | David Morán           |
| Árbitros asistentes | Zachari Zeegelaar     |
| Cuarto árbitro      | Said Martínez         |
| Quinto árbitro      | Helpys Raymundo Feliz |
| VAR                 | Mauro Vigliano        |
| Adicionales VAR     | Armando Villarreal    |
| Adicionales VAR     | Kathryn Nesbitt       |
| Adicionales VAR     | Fernando Guerrero     |
| Adicionales VAR     | Mahmoud Abouelregal   |

| 1          | Guardameta     | Manuel Neuer       |     |
| 15         | Defensa        | Niklas Süle        |     |
| 2          | Defensa        | Antonio Rüdiger    |     |
| 23         | Defensa        | Nico Schlotterbeck |     |
| 3          | Defensa        | David Raum         |     |
| 6          | Centrocampista | Joshua Kimmich     |     |
| 21         | Centrocampista | İlkay Gündoğan     | 67' |
| 10         | Centrocampista | Serge Gnabry       | 90' |
| 13         | Centrocampista | Thomas Müller      | 67' |
| 14         | Centrocampista | Jamal Musiala      | 79' |
| 7          | Delantero      | Kai Havertz        | 79' |
| Entrenador | Entrenador     | Hansi Flick        |     |

| 12         | Guardameta     | Shūichi Gonda   |     |
| 19         | Defensa        | Hiroki Sakai    | 74' |
| 4          | Defensa        | Ko Itakura      |     |
| 22         | Defensa        | Maya Yoshida    |     |
| 5          | Defensa        | Yūto Nagatomo   | 57' |
| 6          | Centrocampista | Wataru Endō     |     |
| 14         | Centrocampista | Junya Ito       |     |
| 15         | Centrocampista | Daichi Kamada   |     |
| 17         | Centrocampista | Ao Tanaka       | 71' |
| 11         | Centrocampista | Takefusa Kubo   | 46' |
| 25         | Delantero      | Daizen Maeda    | 57' |
| Entrenador | Entrenador     | Hajime Moriyasu |     |

| 18 | Centrocampista | Jonas Hofmann     | 67' |
| 8  | Centrocampista | Leon Goretzka     | 67' |
| 9  | Delantero      | Niclas Füllkrug   | 79' |
| 11 | Centrocampista | Mario Götze       | 79' |
| 26 | Delantero      | Youssoufa Moukoko | 90' |

| 16 | Defensa        | Takehiro Tomiyasu | 46' |
| 9  | Centrocampista | Kaoru Mitoma      | 57' |
| 18 | Delantero      | Takuma Asano      | 57' |
| 8  | Delantero      | Ritsu Dōan        | 71' |
| 10 | Centrocampista | Takumi Minamino   | 74' |

| Anotado · Penal | 33' | İlkay Gündoğan | 1–0 |

| Anotado | 75' | Ritsu Dōan   | 1–1 |
| Anotado | 83' | Takuma Asano | 1–2 |

| Árbitro             | Iván Barton           |
| Árbitros asistentes | David Morán           |
| Árbitros asistentes | Zachari Zeegelaar     |
| Cuarto árbitro      | Said Martínez         |
| Quinto árbitro      | Helpys Raymundo Feliz |
| VAR                 | Mauro Vigliano        |
| Adicionales VAR     | Armando Villarreal    |
| Adicionales VAR     | Kathryn Nesbitt       |
| Adicionales VAR     | Fernando Guerrero     |
| Adicionales VAR     | Mahmoud Abouelregal   |

| \| Estadísticas \| \| \| \| Tiros \| 26 \| 12 \| \| Tiros a puerta \| 9 \| 4 \| \| Faltas \| 6 \| 14 \| \| Saques de esquina \| 6 \| 6 \| \| Penaltis \| 1 \| 0 \| \| Fueras de juego \| 4 \| 4 \| \| Posesión de balón \| 74% \| 26% \| | Alineación inicial  |                  |
| Estadísticas | Bandera de Alemania | Bandera de Japón |
| Tiros | 26                  | 12               |
| Tiros a puerta | 9                   | 4                |
| Faltas | 6                   | 14               |
| Saques de esquina | 6                   | 6                |
| Penaltis | 1                   | 0                |
| Fueras de juego | 4                   | 4                |
| Posesión de balón | 74%                 | 26%              |

#### Japón vs. Costa Rica
| 27 de noviembre | Japón | 0:1 (0:0) | Costa Rica | Estadio Áhmad bin Ali, Rayán                                                   |                                                                                |
| 13:00           |       | Reporte   | Fuller 81' | Asistencia: 41 479 espectadores Árbitro(s): Michael Oliver VAR: Jérôme Brisard | Asistencia: 41 479 espectadores Árbitro(s): Michael Oliver VAR: Jérôme Brisard |

| 12         | Guardameta     | Shūichi Gonda   |     |
| 2          | Defensa        | Miki Yamane     | 62' |
| 4          | Defensa        | Ko Itakura      |     |
| 22         | Defensa        | Maya Yoshida    |     |
| 5          | Defensa        | Yūto Nagatomo   | 46' |
| 6          | Centrocampista | Wataru Endō     |     |
| 13         | Centrocampista | Hidemasa Morita |     |
| 8          | Centrocampista | Ritsu Dōan      | 67' |
| 15         | Centrocampista | Daichi Kamada   |     |
| 24         | Centrocampista | Yūki Sōma       | 82' |
| 21         | Delantero      | Ayase Ueda      | 46' |
| Entrenador | Entrenador     | Hajime Moriyasu |     |

| 1          | Guardameta     | Keylor Navas         |       |
| 4          | Defensa        | Keysher Fuller       |       |
| 6          | Defensa        | Óscar Duarte         |       |
| 19         | Defensa        | Kendall Waston       |       |
| 15         | Defensa        | Francisco Calvo      |       |
| 8          | Defensa        | Bryan Oviedo         |       |
| 13         | Centrocampista | Gerson Torres        | 65'   |
| 5          | Centrocampista | Celso Borges         | 89'   |
| 17         | Centrocampista | Yeltsin Tejeda       |       |
| 12         | Centrocampista | Joel Campbell        | 90+5' |
| 7          | Delantero      | Anthony Contreras    | 65'   |
| Entrenador | Entrenador     | Luis Fernando Suárez |       |

| 26 | Defensa        | Hiroki Itō      | 46' |
| 18 | Delantero      | Takuma Asano    | 46' |
| 9  | Delantero      | Kaoru Mitoma    | 62' |
| 14 | Centrocampista | Junya Ito       | 67' |
| 10 | Centrocampista | Takumi Minamino | 82' |

| 20 | Centrocampista | Brandon Aguilera | 65'   |
| 9  | Centrocampista | Jewison Bennette | 65'   |
| 14 | Centrocampista | Youstin Salas    | 89'   |
| 2  | Defensa        | Daniel Chacón    | 90+5' |

| Anotado | 81' | Keysher Fuller | 0–1 |

| Amonestado | 44'   | Miki Yamane |
| Amonestado | 84'   | Ko Itakura  |
| Amonestado | 90+3' | Wataru Endō |

| Amonestado | 41' | Anthony Contreras |
| Amonestado | 61' | Celso Borges      |
| Amonestado | 70' | Francisco Calvo   |

| Árbitro             | Michael Oliver       |
| Árbitros asistentes | Stuart Burt          |
| Árbitros asistentes | Simon Bennett        |
| Cuarto árbitro      | Maguette N'Diaye     |
| Quinto árbitro      | El Hadj Malick Samba |
| VAR                 | Jérôme Brisard       |
| Adicionales VAR     | Benoît Millot        |
| Adicionales VAR     | Cyril Gringore       |
| Adicionales VAR     | Adil Zourak          |
| Adicionales VAR     | Nicolas Danos        |

| 12         | Guardameta     | Shūichi Gonda   |     |
| 2          | Defensa        | Miki Yamane     | 62' |
| 4          | Defensa        | Ko Itakura      |     |
| 22         | Defensa        | Maya Yoshida    |     |
| 5          | Defensa        | Yūto Nagatomo   | 46' |
| 6          | Centrocampista | Wataru Endō     |     |
| 13         | Centrocampista | Hidemasa Morita |     |
| 8          | Centrocampista | Ritsu Dōan      | 67' |
| 15         | Centrocampista | Daichi Kamada   |     |
| 24         | Centrocampista | Yūki Sōma       | 82' |
| 21         | Delantero      | Ayase Ueda      | 46' |
| Entrenador | Entrenador     | Hajime Moriyasu |     |

| 1          | Guardameta     | Keylor Navas         |       |
| 4          | Defensa        | Keysher Fuller       |       |
| 6          | Defensa        | Óscar Duarte         |       |
| 19         | Defensa        | Kendall Waston       |       |
| 15         | Defensa        | Francisco Calvo      |       |
| 8          | Defensa        | Bryan Oviedo         |       |
| 13         | Centrocampista | Gerson Torres        | 65'   |
| 5          | Centrocampista | Celso Borges         | 89'   |
| 17         | Centrocampista | Yeltsin Tejeda       |       |
| 12         | Centrocampista | Joel Campbell        | 90+5' |
| 7          | Delantero      | Anthony Contreras    | 65'   |
| Entrenador | Entrenador     | Luis Fernando Suárez |       |

| 26 | Defensa        | Hiroki Itō      | 46' |
| 18 | Delantero      | Takuma Asano    | 46' |
| 9  | Delantero      | Kaoru Mitoma    | 62' |
| 14 | Centrocampista | Junya Ito       | 67' |
| 10 | Centrocampista | Takumi Minamino | 82' |

| 20 | Centrocampista | Brandon Aguilera | 65'   |
| 9  | Centrocampista | Jewison Bennette | 65'   |
| 14 | Centrocampista | Youstin Salas    | 89'   |
| 2  | Defensa        | Daniel Chacón    | 90+5' |

| Anotado | 81' | Keysher Fuller | 0–1 |

| Amonestado | 44'   | Miki Yamane |
| Amonestado | 84'   | Ko Itakura  |
| Amonestado | 90+3' | Wataru Endō |

| Amonestado | 41' | Anthony Contreras |
| Amonestado | 61' | Celso Borges      |
| Amonestado | 70' | Francisco Calvo   |

| Árbitro             | Michael Oliver       |
| Árbitros asistentes | Stuart Burt          |
| Árbitros asistentes | Simon Bennett        |
| Cuarto árbitro      | Maguette N'Diaye     |
| Quinto árbitro      | El Hadj Malick Samba |
| VAR                 | Jérôme Brisard       |
| Adicionales VAR     | Benoît Millot        |
| Adicionales VAR     | Cyril Gringore       |
| Adicionales VAR     | Adil Zourak          |
| Adicionales VAR     | Nicolas Danos        |

| \| Estadísticas \| \| \| \| Tiros \| 13 \| 4 \| \| Tiros a puerta \| 3 \| 1 \| \| Faltas \| 22 \| 9 \| \| Saques de esquina \| 5 \| 0 \| \| Penaltis \| 0 \| 0 \| \| Fueras de juego \| 0 \| 2 \| \| Posesión de balón \| 57% \| 43% \| | Alineación inicial |                       |
| Estadísticas | Bandera de Japón   | Bandera de Costa Rica |
| Tiros | 13                 | 4                     |
| Tiros a puerta | 3                  | 1                     |
| Faltas | 22                 | 9                     |
| Saques de esquina | 5                  | 0                     |
| Penaltis | 0                  | 0                     |
| Fueras de juego | 0                  | 2                     |
| Posesión de balón | 57%                | 43%                   |

#### Japón vs. España
| 1 de diciembre | Japón                   | 2:1 (0:1) | España     | Estadio Internacional Khalifa, Rayán                                            |                                                                                 |
| 22:00          | - Dōan 48' - Tanaka 51' | Reporte   | Morata 11' | Asistencia: 44 851 espectadores Árbitro(s): Victor Gomes VAR: Fernando Guerrero | Asistencia: 44 851 espectadores Árbitro(s): Victor Gomes VAR: Fernando Guerrero |

| 12         | Guardameta     | Shūichi Gonda   |     |
| 4          | Defensa        | Ko Itakura      |     |
| 22         | Defensa        | Maya Yoshida    |     |
| 3          | Defensa        | Shōgo Taniguchi |     |
| 14         | Centrocampista | Junya Ito       |     |
| 13         | Centrocampista | Hidemasa Morita |     |
| 17         | Centrocampista | Ao Tanaka       | 87' |
| 5          | Centrocampista | Yūto Nagatomo   | 46' |
| 15         | Delantero      | Daichi Kamada   | 69' |
| 25         | Delantero      | Daizen Maeda    | 62' |
| 11         | Delantero      | Takefusa Kubo   | 46' |
| Entrenador | Entrenador     | Hajime Moriyasu |     |

| 23         | Guardameta     | Unai Simón            |     |
| 2          | Defensa        | César Azpilicueta     | 46' |
| 16         | Defensa        | Rodri Hernández       |     |
| 4          | Defensa        | Pau Torres            |     |
| 14         | Defensa        | Alejandro Balde       | 68' |
| 9          | Centrocampista | Gavi                  | 68' |
| 5          | Centrocampista | Sergio Busquets       |     |
| 26         | Centrocampista | Pedri                 |     |
| 12         | Delantero      | Nico Williams         | 57' |
| 7          | Delantero      | Álvaro Morata         | 57' |
| 21         | Delantero      | Dani Olmo             |     |
| Entrenador | Entrenador     | Luis Enrique Martínez |     |

| 8  | Centrocampista | Ritsu Dōan        | 46' |
| 9  | Centrocampista | Kaoru Mitoma      | 46' |
| 18 | Delantero      | Takuma Asano      | 62' |
| 16 | Defensa        | Takehiro Tomiyasu | 69' |
| 6  | Centrocampista | Wataru Endō       | 87' |

| 20 | Defensa   | Dani Carvajal | 46' |
| 11 | Delantero | Ferran Torres | 57' |
| 10 | Delantero | Marco Asensio | 57' |
| 18 | Defensa   | Jordi Alba    | 68' |
| 25 | Delantero | Ansu Fati     | 68' |

| Anotado | 48' | Ritsu Dōan | 1–1 |
| Anotado | 51' | Ao Tanaka  | 2–1 |

| Anotado | 11' | Álvaro Morata | 0–1 |

| Amonestado | 39' | Ko Itakura      |
| Amonestado | 44' | Shōgo Taniguchi |
| Amonestado | 45' | Maya Yoshida    |

| Árbitro             | Victor Gomes         |
| Árbitros asistentes | Zakhele Siwela       |
| Árbitros asistentes | Souru Phatsoane      |
| Cuarto árbitro      | Salima Mukansanga    |
| Quinto árbitro      | El Hadj Malick Samba |
| VAR                 | Fernando Guerrero    |
| Adicionales VAR     | Armando Villarreal   |
| Adicionales VAR     | Kyle Atkins          |
| Adicionales VAR     | Adil Zourak          |
| Adicionales VAR     | Nicolás Tarán        |

| 12         | Guardameta     | Shūichi Gonda   |     |
| 4          | Defensa        | Ko Itakura      |     |
| 22         | Defensa        | Maya Yoshida    |     |
| 3          | Defensa        | Shōgo Taniguchi |     |
| 14         | Centrocampista | Junya Ito       |     |
| 13         | Centrocampista | Hidemasa Morita |     |
| 17         | Centrocampista | Ao Tanaka       | 87' |
| 5          | Centrocampista | Yūto Nagatomo   | 46' |
| 15         | Delantero      | Daichi Kamada   | 69' |
| 25         | Delantero      | Daizen Maeda    | 62' |
| 11         | Delantero      | Takefusa Kubo   | 46' |
| Entrenador | Entrenador     | Hajime Moriyasu |     |

| 23         | Guardameta     | Unai Simón            |     |
| 2          | Defensa        | César Azpilicueta     | 46' |
| 16         | Defensa        | Rodri Hernández       |     |
| 4          | Defensa        | Pau Torres            |     |
| 14         | Defensa        | Alejandro Balde       | 68' |
| 9          | Centrocampista | Gavi                  | 68' |
| 5          | Centrocampista | Sergio Busquets       |     |
| 26         | Centrocampista | Pedri                 |     |
| 12         | Delantero      | Nico Williams         | 57' |
| 7          | Delantero      | Álvaro Morata         | 57' |
| 21         | Delantero      | Dani Olmo             |     |
| Entrenador | Entrenador     | Luis Enrique Martínez |     |

| 8  | Centrocampista | Ritsu Dōan        | 46' |
| 9  | Centrocampista | Kaoru Mitoma      | 46' |
| 18 | Delantero      | Takuma Asano      | 62' |
| 16 | Defensa        | Takehiro Tomiyasu | 69' |
| 6  | Centrocampista | Wataru Endō       | 87' |

| 20 | Defensa   | Dani Carvajal | 46' |
| 11 | Delantero | Ferran Torres | 57' |
| 10 | Delantero | Marco Asensio | 57' |
| 18 | Defensa   | Jordi Alba    | 68' |
| 25 | Delantero | Ansu Fati     | 68' |

| Anotado | 48' | Ritsu Dōan | 1–1 |
| Anotado | 51' | Ao Tanaka  | 2–1 |

| Anotado | 11' | Álvaro Morata | 0–1 |

| Amonestado | 39' | Ko Itakura      |
| Amonestado | 44' | Shōgo Taniguchi |
| Amonestado | 45' | Maya Yoshida    |

| Árbitro             | Victor Gomes         |
| Árbitros asistentes | Zakhele Siwela       |
| Árbitros asistentes | Souru Phatsoane      |
| Cuarto árbitro      | Salima Mukansanga    |
| Quinto árbitro      | El Hadj Malick Samba |
| VAR                 | Fernando Guerrero    |
| Adicionales VAR     | Armando Villarreal   |
| Adicionales VAR     | Kyle Atkins          |
| Adicionales VAR     | Adil Zourak          |
| Adicionales VAR     | Nicolás Tarán        |

| \| Estadísticas \| \| \| \| Tiros \| 6 \| 12 \| \| Tiros a puerta \| 3 \| 5 \| \| Faltas \| 9 \| 6 \| \| Saques de esquina \| 0 \| 2 \| \| Penaltis \| 0 \| 0 \| \| Fueras de juego \| 2 \| 2 \| \| Posesión de balón \| 17% \| 83% \| | Alineación inicial |                   |
| Estadísticas | Bandera de Japón   | Bandera de España |
| Tiros | 6                  | 12                |
| Tiros a puerta | 3                  | 5                 |
| Faltas | 9                  | 6                 |
| Saques de esquina | 0                  | 2                 |
| Penaltis | 0                  | 0                 |
| Fueras de juego | 2                  | 2                 |
| Posesión de balón | 17%                | 83%               |

### Octavos de final

#### Japón vs. Croacia
| 5 de diciembre | Japón                                 | 1:1 (1:1, 1:0) (t. s.)(1:3 p.) | Croacia                                | Estadio Al Janoub, Al Wakrah                                                 |                                                                              |
| 18:00          | Maeda 43'                             | Reporte                        | Perišić 55'                            | Asistencia: 42 523 espectadores Árbitro(s): Ismail Elfath VAR: Nicolás Gallo | Asistencia: 42 523 espectadores Árbitro(s): Ismail Elfath VAR: Nicolás Gallo |
|                |                                       | Tiros desde el punto penal     |                                        |                                                                              |                                                                              |
|                | - Minamino - Mitoma - Asano - Yoshida |                                | - Vlašić - Brozović - Livaja - Pašalić |                                                                              |                                                                              |

| 12         | Guardameta     | Shūichi Gonda     |      |
| 16         | Defensa        | Takehiro Tomiyasu |      |
| 22         | Defensa        | Maya Yoshida      |      |
| 3          | Defensa        | Shōgo Taniguchi   |      |
| 14         | Centrocampista | Junya Ito         |      |
| 6          | Centrocampista | Wataru Endō       |      |
| 13         | Centrocampista | Hidemasa Morita   | 106' |
| 5          | Centrocampista | Yūto Nagatomo     | 64'  |
| 8          | Delantero      | Ritsu Dōan        | 87'  |
| 25         | Delantero      | Daizen Maeda      | 64'  |
| 15         | Delantero      | Daichi Kamada     | 75'  |
| Entrenador | Entrenador     | Hajime Moriyasu   |      |

| 1          | Guardameta     | Dominik Livaković |      |
| 22         | Defensa        | Josip Juranović   |      |
| 6          | Defensa        | Dejan Lovren      |      |
| 20         | Defensa        | Joško Gvardiol    |      |
| 3          | Defensa        | Borna Barišić     |      |
| 10         | Centrocampista | Luka Modrić       | 99'  |
| 11         | Centrocampista | Marcelo Brozović  |      |
| 8          | Centrocampista | Mateo Kovačić     | 99'  |
| 9          | Delantero      | Andrej Kramarić   | 68'  |
| 16         | Delantero      | Bruno Petković    | 62'  |
| 4          | Delantero      | Ivan Perišić      | 106' |
| Entrenador | Entrenador     | Zlatko Dalić      |      |

| 9  | Centrocampista | Kaoru Mitoma    | 64'  |
| 18 | Delantero      | Takuma Asano    | 64'  |
| 19 | Defensa        | Hiroki Sakai    | 75'  |
| 10 | Centrocampista | Takumi Minamino | 87'  |
| 17 | Centrocampista | Ao Tanaka       | 106' |

| 17 | Delantero      | Ante Budimir  | 62' 106' |
| 15 | Centrocampista | Mario Pašalić | 68'      |
| 7  | Centrocampista | Lovro Majer   | 99'      |
| 13 | Centrocampista | Nikola Vlašić | 99'      |
| 14 | Delantero      | Marko Livaja  | 106'     |
| 18 | Delantero      | Mislav Oršić  | 106'     |

| Anotado | 43' | Daizen Maeda | 1–0 |

| Anotado | 55' | Ivan Perišić | 1–1 |

| Takumi Minamino | Fallo de penal (atajado) | 0:0 |                        |                  |
|                 |                          | 0:1 | Acierto de penal       | Nikola Vlašić    |
| Kaoru Mitoma    | Fallo de penal (atajado) | 0:1 |                        |                  |
|                 |                          | 0:2 | Acierto de penal       | Marcelo Brozović |
| Takuma Asano    | Acierto de penal         | 1:2 |                        |                  |
|                 |                          | 1:2 | Fallo de penal (poste) | Marco Livaja     |
| Maya Yoshida    | Fallo de penal (atajado) | 1:2 |                        |                  |
|                 |                          | 1:3 | Acierto de penal       | Mario Pašalić    |

| Amonestado | 90'  | Mateo Kovačić |
| Amonestado | 116' | Borna Barišić |

| Árbitro             | Ismail Elfath       |
| Árbitros asistentes | Corey Parker        |
| Árbitros asistentes | Kyle Atkins         |
| Cuarto árbitro      | Mustapha Ghorbal    |
| Quinto árbitro      | Mokrane Gourari     |
| VAR                 | Nicolás Gallo       |
| Adicionales VAR     | Julio Bascuñán      |
| Adicionales VAR     | Ezequiel Brailovsky |
| Adicionales VAR     | Paolo Valeri        |
| Adicionales VAR     | Abdelhak Etchiali   |

| 12         | Guardameta     | Shūichi Gonda     |      |
| 16         | Defensa        | Takehiro Tomiyasu |      |
| 22         | Defensa        | Maya Yoshida      |      |
| 3          | Defensa        | Shōgo Taniguchi   |      |
| 14         | Centrocampista | Junya Ito         |      |
| 6          | Centrocampista | Wataru Endō       |      |
| 13         | Centrocampista | Hidemasa Morita   | 106' |
| 5          | Centrocampista | Yūto Nagatomo     | 64'  |
| 8          | Delantero      | Ritsu Dōan        | 87'  |
| 25         | Delantero      | Daizen Maeda      | 64'  |
| 15         | Delantero      | Daichi Kamada     | 75'  |
| Entrenador | Entrenador     | Hajime Moriyasu   |      |

| 1          | Guardameta     | Dominik Livaković |      |
| 22         | Defensa        | Josip Juranović   |      |
| 6          | Defensa        | Dejan Lovren      |      |
| 20         | Defensa        | Joško Gvardiol    |      |
| 3          | Defensa        | Borna Barišić     |      |
| 10         | Centrocampista | Luka Modrić       | 99'  |
| 11         | Centrocampista | Marcelo Brozović  |      |
| 8          | Centrocampista | Mateo Kovačić     | 99'  |
| 9          | Delantero      | Andrej Kramarić   | 68'  |
| 16         | Delantero      | Bruno Petković    | 62'  |
| 4          | Delantero      | Ivan Perišić      | 106' |
| Entrenador | Entrenador     | Zlatko Dalić      |      |

| 9  | Centrocampista | Kaoru Mitoma    | 64'  |
| 18 | Delantero      | Takuma Asano    | 64'  |
| 19 | Defensa        | Hiroki Sakai    | 75'  |
| 10 | Centrocampista | Takumi Minamino | 87'  |
| 17 | Centrocampista | Ao Tanaka       | 106' |

| 17 | Delantero      | Ante Budimir  | 62' 106' |
| 15 | Centrocampista | Mario Pašalić | 68'      |
| 7  | Centrocampista | Lovro Majer   | 99'      |
| 13 | Centrocampista | Nikola Vlašić | 99'      |
| 14 | Delantero      | Marko Livaja  | 106'     |
| 18 | Delantero      | Mislav Oršić  | 106'     |

| Anotado | 43' | Daizen Maeda | 1–0 |

| Anotado | 55' | Ivan Perišić | 1–1 |

| Takumi Minamino | Fallo de penal (atajado) | 0:0 |                        |                  |
|                 |                          | 0:1 | Acierto de penal       | Nikola Vlašić    |
| Kaoru Mitoma    | Fallo de penal (atajado) | 0:1 |                        |                  |
|                 |                          | 0:2 | Acierto de penal       | Marcelo Brozović |
| Takuma Asano    | Acierto de penal         | 1:2 |                        |                  |
|                 |                          | 1:2 | Fallo de penal (poste) | Marco Livaja     |
| Maya Yoshida    | Fallo de penal (atajado) | 1:2 |                        |                  |
|                 |                          | 1:3 | Acierto de penal       | Mario Pašalić    |

| Amonestado | 90'  | Mateo Kovačić |
| Amonestado | 116' | Borna Barišić |

| Árbitro             | Ismail Elfath       |
| Árbitros asistentes | Corey Parker        |
| Árbitros asistentes | Kyle Atkins         |
| Cuarto árbitro      | Mustapha Ghorbal    |
| Quinto árbitro      | Mokrane Gourari     |
| VAR                 | Nicolás Gallo       |
| Adicionales VAR     | Julio Bascuñán      |
| Adicionales VAR     | Ezequiel Brailovsky |
| Adicionales VAR     | Paolo Valeri        |
| Adicionales VAR     | Abdelhak Etchiali   |

| \| Estadísticas \| \| \| \| Tiros \| 13 \| 17 \| \| Tiros a puerta \| 4 \| 4 \| \| Faltas \| 13 \| 16 \| \| Saques de esquina \| 8 \| 5 \| \| Penaltis \| 0 \| 0 \| \| Fueras de juego \| 3 \| 0 \| \| Posesión de balón \| 41% \| 59% \| | Alineación inicial |                    |
| Estadísticas | Bandera de Japón   | Bandera de Croacia |
| Tiros | 13                 | 17                 |
| Tiros a puerta | 4                  | 4                  |
| Faltas | 13                 | 16                 |
| Saques de esquina | 8                  | 5                  |
| Penaltis | 0                  | 0                  |
| Fueras de juego | 3                  | 0                  |
| Posesión de balón | 41%                | 59%                |

## Estadísticas

### Participación de jugadores
| N.° | Pos        | Jugador        | PJ | Minutos jugados | Goles recibidos | Atajos | Tarjetas amarillas | Doble tarjeta amarilla y roja | Tarjetas rojas |
| --- | ---------- | -------------- | -- | --------------- | --------------- | ------ | ------------------ | ----------------------------- | -------------- |
| 1   | Guardameta | Eiji Kawashima | 0  | 0               | 0               | 0      | 0                  | 0                             | 0              |
| 12  | Guardameta | Shūichi Gonda  | 4  | 390             | 4               | 15     | 0                  | 0                             | 0              |
| 23  | Guardameta | Daniel Schmidt | 0  | 0               | 0               | 0      | 0                  | 0                             | 0              |

| N.° | Pos            | Jugador           | PJ | Minutos jugados | Goles | Asistencias | Tarjetas Amarillas | Doble tarjeta amarilla y roja | Tarjetas rojas |
| --- | -------------- | ----------------- | -- | --------------- | ----- | ----------- | ------------------ | ----------------------------- | -------------- |
| 2   | Defensa        | Miki Yamane       | 1  | 62              | 0     | 0           | 1                  | 0                             | 0              |
| 3   | Defensa        | Shōgo Taniguchi   | 2  | 210             | 0     | 0           | 1                  | 0                             | 0              |
| 4   | Defensa        | Ko Itakura        | 3  | 270             | 0     | 1           | 2                  | 0                             | 0              |
| 5   | Defensa        | Yūto Nagatomo     | 4  | 213             | 0     | 0           | 0                  | 0                             | 0              |
| 6   | Centrocampista | Wataru Endō       | 4  | 303             | 0     | 0           | 1                  | 0                             | 0              |
| 7   | Centrocampista | Gaku Shibasaki    | 0  | 0               | 0     | 0           | 0                  | 0                             | 0              |
| 8   | Centrocampista | Ritsu Dōan        | 4  | 217             | 2     | 0           | 0                  | 0                             | 0              |
| 9   | Centrocampista | Kaoru Mitoma      | 4  | 161             | 0     | 1           | 0                  | 0                             | 0              |
| 10  | Centrocampista | Takumi Minamino   | 3  | 24              | 0     | 0           | 0                  | 0                             | 0              |
| 11  | Centrocampista | Takefusa Kubo     | 2  | 92              | 0     | 0           | 0                  | 0                             | 0              |
| 13  | Centrocampista | Hidemasa Morita   | 3  | 285             | 0     | 0           | 0                  | 0                             | 0              |
| 14  | Centrocampista | Junya Ito         | 4  | 323             | 0     | 1           | 0                  | 0                             | 0              |
| 15  | Centrocampista | Daichi Kamada     | 4  | 324             | 0     | 0           | 0                  | 0                             | 0              |
| 16  | Defensa        | Takehiro Tomiyasu | 3  | 155             | 0     | 0           | 0                  | 0                             | 0              |
| 17  | Centrocampista | Ao Tanaka         | 3  | 173             | 1     | 0           | 0                  | 0                             | 0              |
| 18  | Delantero      | Takuma Asano      | 4  | 131             | 1     | 0           | 0                  | 0                             | 0              |
| 19  | Defensa        | Hiroki Sakai      | 2  | 119             | 0     | 0           | 0                  | 0                             | 0              |
| 20  | Delantero      | Shuto Machino     | 0  | 0               | 0     | 0           | 0                  | 0                             | 0              |
| 21  | Delantero      | Ayase Ueda        | 1  | 46              | 0     | 0           | 0                  | 0                             | 0              |
| 22  | Defensa        | Maya Yoshida      | 4  | 390             | 0     | 1           | 1                  | 0                             | 0              |
| 24  | Centrocampista | Yūki Sōma         | 1  | 82              | 0     | 0           | 0                  | 0                             | 0              |
| 25  | Delantero      | Daizen Maeda      | 3  | 183             | 1     | 0           | 0                  | 0                             | 0              |
| 26  | Defensa        | Hiroki Itō        | 1  | 44              | 0     | 0           | 0                  | 0                             | 0              |

### Goleadores
| N.°   | Jugador      | Anotado | PJ | Prom. | Jugada | Cabeza | TL | Penal |
| ----- | ------------ | ------- | -- | ----- | ------ | ------ | -- | ----- |
| 1     | Ritsu Dōan   | 2       | 4  | 0.5   | 2      | 0      | 0  | 0     |
| 2     | Ao Tanaka    | 1       | 3  | 0.33  | 1      | 0      | 0  | 0     |
| 3     | Daizen Maeda | 1       | 3  | 0.33  | 1      | 0      | 0  | 0     |
| 4     | Takuma Asano | 1       | 4  | 0.25  | 1      | 0      | 0  | 0     |
| Total | Total        | 5       | 4  | 1.25  | 5      | 0      | 0  | 0     |

### Asistencias
| N.°   | Jugador      | Asistencia | Jugada | Cabeza | TL | SdE |
| ----- | ------------ | ---------- | ------ | ------ | -- | --- |
| 1     | Ko Itakura   | 1          | 1      | 0      | 0  | 0   |
| 2     | Kaoru Mitoma | 1          | 1      | 0      | 0  | 0   |
| 3     | Junya Ito    | 1          | 1      | 0      | 0  | 0   |
| 4     | Maya Yoshida | 1          | 1      | 0      | 0  | 0   |
| Total | Total        | 4          | 4      | 0      | 0  | 0   |

### Tarjetas disciplinarias
| N.°   | Jugador         | Amonestado | Otorgado · Expulsado | Expulsado | Sanción                       |
| ----- | --------------- | ---------- | -------------------- | --------- | ----------------------------- |
| 1     | Ko Itakura      | 2          | 0                    | 0         | Un partido (Octavos de final) |
| 2     | Wataru Endō     | 1          | 0                    | 0         |                               |
| 3     | Miki Yamane     | 1          | 0                    | 0         |                               |
| 4     | Shōgo Taniguchi | 1          | 0                    | 0         |                               |
| 5     | Maya Yoshida    | 1          | 0                    | 0         |                               |
| Total | Total           | 6          | 0                    | 0         |                               |